# Johann van Doway

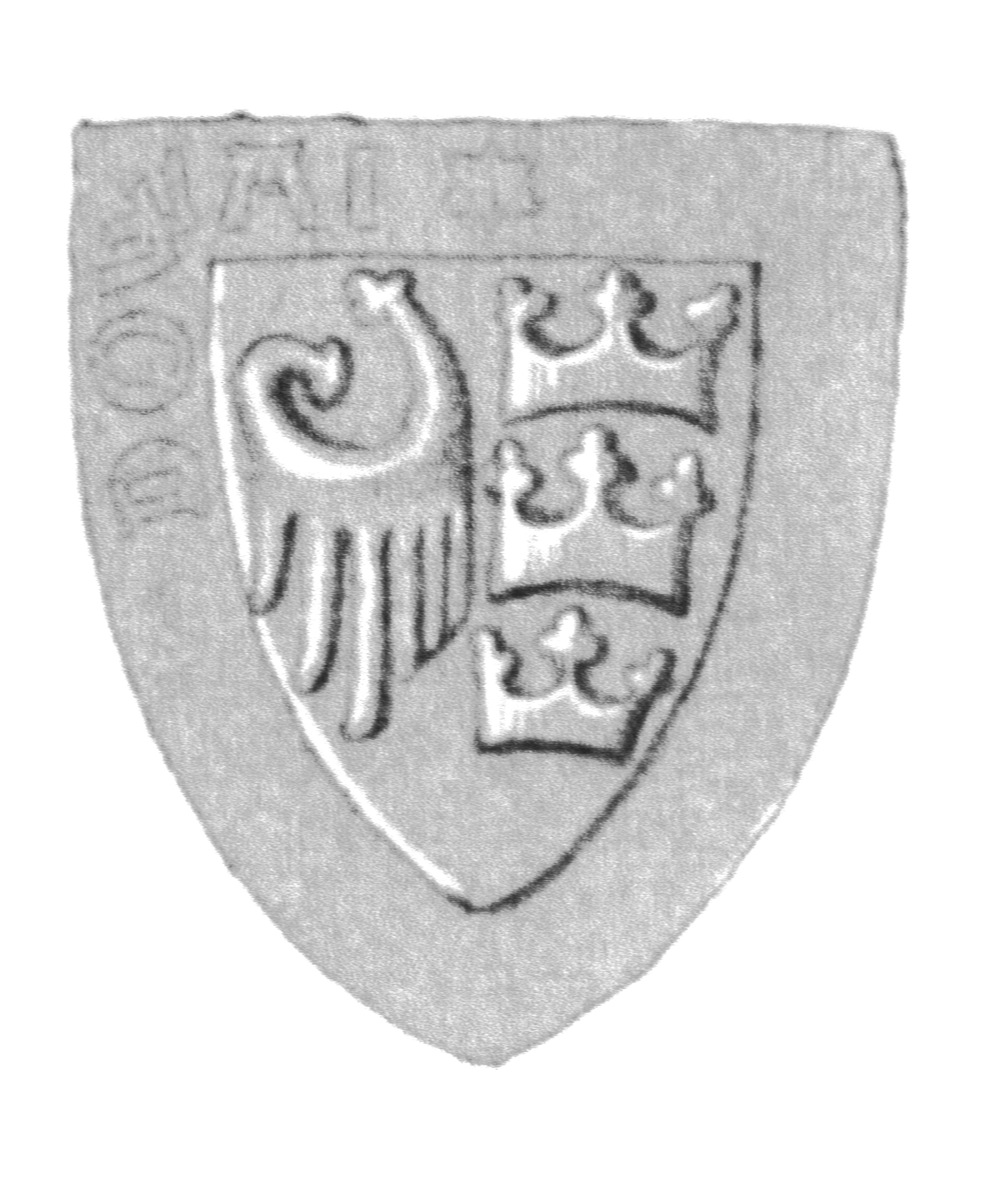
Siegel des Johann van Doway um 1287

Johann van Doway, auch Johann von Douai, (* vor 1250 möglicherweise in Douai; † um/nach 1305) war ein Lübecker Kaufmann, Ratssendbote und Gesandter der Hanse. Er war einer der führenden Außenpolitiker Lübecks und der Hanse im ausgehenden 13. Jahrhundert.
Dem Namen nach könnte Doway aus der flämischen Stadt Douai gestammt haben. Dies hätte ihn hinsichtlich seiner ersten großen diplomatischen Mission zusätzlich qualifiziert. Er wurde 1273 in den Rat der Stadt gewählt. Doway vertrat Lübeck, das sich zuvor schriftlich von vielen Hansestädten bis nach Visby hatte ermächtigen lassen, in der schweren Krise der Jahre 1280–1282 um das Hansekontor in Brügge und den Boykott des Stapelplatzes Brügge bei Graf Guido I. in Flandern sowie bei den Verhandlungen mit der Stadt Brügge. Der durch die Diskriminierung ausländischer Kaufleute in Brügge ausgelöste Boykott führte 1280 zur vorübergehenden Verlegung der Handelsaktivitäten der deutschen Hansekaufleute nach Aardenburg. Erst nach großen Zugeständnissen durch die Stadt Brügge erklärten sich die Hansekaufleute zur Rückkehr nach Brügge bereit. Der Boykott und die Wirtschaftsblockade waren fortan die erfolgreichsten politischen Druckmittel der Hanse in der Verteidigung ihrer im Ausland erworbenen Handelsprivilegien.
Nach dieser erfolgreichen diplomatischen Mission folgten weitere in den Jahren 1286 nach Seeland zu König Erik V. von Dänemark, 1287 in Gotland und Reval. Im Jahr 1293 bei König Erik VI. von Dänemark in Bergen in Norwegen und in den Jahren 1295 und 1303 bei König Birger I. von Schweden.
Johann van Doway vertrat den Rat der Stadt Lübeck in den Auseinandersetzungen und dem Prozess mit dem streitbaren Lübecker Bischof Burkhard von Serkem und dem Domkapitel.
Sein Wohnhaus in Lübeck befand sich in der Breiten Straße Nr. 2, seit 1535 das Haus der Schiffergesellschaft. Das Haus wurde von seinen Kindern als Erben 1306 verkauft.